# Chrást u Poříčan
Chrást, bis 1947 Manderšejd-Chrást (deutsch Manderscheid-Chrast) ist eine Gemeinde in Tschechien. Sie liegt sechs Kilometer nordöstlich von Český Brod und gehört zum Okres Nymburk.

## Geographie
Chrást befindet sich im Quellgebiet des Velenský potok auf der Böhmischen Tafel. Südwestlich erhebt sich der Hügel Zálužník (Kaunitzberg; 285 m). Nördlich des Ortes verläuft die Autobahn D 11/Europastraße 67, die nächste Abfahrt 25 liegt bei Sadská. Im Nordosten liegt der Naturpark Kersko.
Nachbarorte sind Velenka im Norden, Třebestovice im Osten, Poříčany im Südosten, Klučov im Süden, Kounice im Südwesten, Horky im Westen sowie Bříství und Starý Vestec im Nordwesten.

## Geschichte
Die erste schriftliche Erwähnung des Dorfes Chrást erfolgte im Jahre 1345. Der Ort erlosch wahrscheinlich während der Hussitenkriege. 1599 erfolgte in der Landtafel die Eintragung des zur Feste Kounice gehörigen wüsten Hof Chrast. Auf dem Hof entstand im 17. Jahrhundert eine herrschaftliche Schäferei, die vermutlich zu Beginn des 18. Jahrhunderts aufgegeben wurde.
Nachdem die Herrschaft 1760 von Maria Theresia von Savoyen, Prinzessin von Liechtenstein erworben worden war, ließ deren Erbe Franz Josef I. von Liechtenstein 1776 das Gelände des früheren Hofes parzellieren und das Dorf Chrast neu gründen. 1799 bestand Chrast aus sechs Anwesen.
Alois Joseph I. von Liechtenstein verkaufte weitere wenig ertragreiche Flächen an arme Untertanen, die auf dem Gut Kaunitz und dem Hof Horka Dienste leisteten. Dadurch entstanden in Chrast vier weitere Häuser. Die meisten der neuen Siedler bevorzugten ein anderes, nordwestlich gelegenes Terrain. Dort entstand eine weitere, aus zwei Häuserreihen bestehende Ansiedlung, die zu Ehren seiner Frau Karoline von Manderscheid-Blankenheim den Namen Manderscheid erhielt.
Nach der Aufhebung der Patrimonialherrschaften bildeten Manderscheid/Manderšejd und Chrast ab 1850 Ortsteile der Gemeinde Kounice im Bezirk Český Brod. Nachdem zum Ende des 19. Jahrhunderts beide Ansiedlungen zusammengewachsen waren, erfolgte die Vereinigung beider Ortschaften zum Dorf Manderšejd-Chrást. 1894 wurde der Fahrweg von Poříčany nach Manderšejd-Chrást zu einer Straße ausgebaut. 1921 entstand die Gemeinde Manderšejd-Chrást. Diese wurde 1947 in Chrást umbenannt und kam 1961 zum Okres Nymburk.
Am 15. Juni feiert das Dorf die St.-Veits-Prozession und am ersten Sonntag im November findet die Kirmes statt. Östlich von Chrást liegen mehrere Sandgruben.

## Gemeindegliederung
Für die Gemeinde Chrást sind keine Ortsteile ausgewiesen. Zu Chrást gehört die Einschicht Horky (Horka).

## Sehenswürdigkeiten
- hölzerner Glockenturm
- Denkmal für die Opfer des Ersten Weltkrieges, gefertigt aus Horschitzer Sandstein und 1924 geweiht.